# Bledius opacus
Bledius opacus är en skalbaggsart som först beskrevs av Block 1799.  Bledius opacus ingår i släktet Bledius och familjen kortvingar. Arten är reproducerande i Sverige. Inga underarter finns listade i Catalogue of Life.